# جيرالد تاكوارا
جيرالد تاكوارا (1994 زيمبابوي) هو لاعب كرة قدم زيمبابوي لعب سابقاً مع نادي أحد السعودي.

## روابط خارجية
- جيرالد تاكوارا على موقع قاعدة بيانات كرة القدم.إي يو (الإنجليزية)
- جيرالد تاكوارا على موقع ناشيونال فوتبول تيمز (الإنجليزية)
- جيرالد تاكوارا على موقع Soccerway.com (الإنجليزية)